# The Devil's Foot (film)
The Devil's Foot er en britisk stumfilm fra 1921 af Maurice Elvey.

## Medvirkende
- Eille Norwood som Sherlock Holmes
- Hubert Willis som Dr. John Watson
- Harvey Braban som Mortimer Tregennis
- Hugh Buckler som Dr. Sterndale